# 34.º Batallón Antiaéreo de Fortaleza
El 34.° Batallón Antiaéreo de Fortaleza (34. Festungs-Flak-Abteilung (v)) fue una unidad militar de la Luftwaffe durante el Tercer Reich y la Segunda Guerra Mundial.

## Historia
Formado el 1 de julio de 1938 en Espira como el 34.º Batallón Antiaéreo de Fortaleza, con:
- Plana Mayor, 1.º Batería Pesada y 6.º Batería de Proyectores en Espira.
- 2.º Batería Pesada en Neustadt an der Weinstraße
- 3.º Batería Pesada y 4.º Batería Ligera en Landau
- 5.º Batería Ligera en Germersheim

No se formaron otras baterías.
El 26 de agosto de 1939 es redesignado como 34.º Regimiento Antiaéreo de Fortaleza, pero sin un aumento en el tamaño.

## Comandantes
- Teniente coronel Georg Neuffer - (1 de julio de 1938 - 1938)
- Coronel Rudolf Erdmann - (1938 - 15 de julio de 1941)

## Servicios
- 1938 - 1939: bajo el III Comando Superior de Artillería Antiaérea de Fortaleza
- 1939 - 1941: en Espira
- Agosto de 1940: en Jersey (5.º Batería)